# غورغي سالتر
غورغي سالتر (بالإنجليزية: Georgie Salter)‏ هي لاعبة كرة الشبكة نيوزيلندية، ولدت في 1951، وتوفيت في 28 نوفمبر 2018.